# Соня Кошкина
Соня Кошкина (настоящее имя — Ксения Никитична Василенко; род. 8 июля 1985 года, Киев) — украинская журналистка, политический обозреватель, совладелец и шеф-редактор интернет-издания «Левый берег», телеведущая. Автор книги «Майдан. Нерассказанная история» (2015).

## Биография
Родилась в Киеве в семье журналиста и педагога Никиты Василенко.
С 1998-го по 2002-й, с 8-го по 11-й классы, дважды в неделю я бегала во Дворец пионеров, в школу юношеской журналистики «Юн-пресс». Сперва — как ученица, последние полтора года — как преподаватель кружка «Детская редакция». Отсюда, собственно, началась моя журналистика.
С 2003 по 2005 год была корреспондентом газеты «День». В сентябре 2005 года начала работать в интернет-издании «Обозреватель». Именно тогда по предложению шеф-редактора сайта Олега Медведева взяла свой псевдоним.
В 2007 году окончила Институт журналистики Киевского национального университета имени Тараса Шевченко. Недовольная полученным образованием, поступила в аспирантуру Одесской юридической академии на специальность «Философия права».
В июне 2009 года, покинув «Обозреватель», стала шеф-редактором и совладельцем интернет-издания «Левый берег», который принадлежит Gorshenin Group. По словам Кошкиной, инвестицией в проект с её стороны стали её имя и возможности. Акцент в новом СМИ был сделан на авторскую журналистику, сам сайт является двуязычным.
В мае 2010 года вошла в состав общественного движения «Стоп цензура!», целью которого была объявлена защита свободы слова и прав журналистов, а также противодействие цензуре.
В 2013-м поступила в Университет «Тор Вергата» в Риме, где обучалась политическим наукам у профессора Массимо Розатти. После его смерти в 2014-м, продолжила курс.
В середине февраля 2015 году выпустила книгу «Майдан. Нерассказанная история», посвящённую событиям Евромайдана 2013—2014 годов. Слоган книги — «главное расследование событий Революции Достоинства». Её основой стали как сами материалы журналиста, так и интервью с участниками тех событий, среди которых были Александр Турчинов, Ринат Ахметов, Петр Порошенко и Александр Янукович, Юлия Тимошенко и другие. По оценке издания «Телекритика», книга являлась «одной из самых ожидаемых — по крайней мере, среди медийщиков — книжных новинок года» (2015) увидела свет в середине февраля 2015 года — в годовщину трагических событий на киевском Майдане.
С июня 2015 по август 2017 года — ведущая программы «Левый берег» на телеканале «24». Текстовые версии эфиров также публиковались LB.ua в формате спецтемы и отдельной рубрики «Постскриптум».
В июле 2018 года запустила авторскую программу «KishkiNa», выходящую на YouTube в формате интервью.
Была прихожанкой УПЦ (МП). В 2018 году перешла в ПЦУ.
Защитила кандидатскую диссертацию в области социальных наук в октябре 2019 года в Киевском Национальном университете Шевченко, где преподаёт журналистику. Специализация ― интервью.
После российского вторжения на Украину временно переехала в Чехию. Ведущая программы «Час с Соней Кошкиной» созданного чешским радиохолдингом Media Bohemia Радио Украина.

## Семья
23 мая 2019 года родила дочь Эстер.

## Псевдоним
Как объясняет сама Ксения:

Вообще-то я родилась Соней. Моя мама всегда хотела дочку Соню. Но папа настоял назвать Ксенией, а не Сонькой, — чтобы в школе не дразнили. Когда я переходила на «Обозреватель», у меня на тот момент ещё продолжался контракт с газетой «День», и Олег Медведев — тогдашний редактор сайта — предложил взять псевдоним. Имя у меня уже было. А Кошкина — потому что очень люблю кошек.

## Публикация переписки Ландика
18 ноября 2011 года издание «Левый берег» опубликовало фото, на котором народный депутат Владимир Ландик ведёт СМС-переписку о судьбе своего сына Романа, на тот момент находившегося под судом по обвинению в избиении девушки, после чего нардеп обратился в прокуратуру с требованием возбудить уголовное дело против Сони Кошкиной за несоблюдение тайны переписки интернет-изданием LB.ua.
Однако прокуратура приступила к рассмотрению заявления только через восемь месяцев, в связи с чем Соня Кошкина заявила, что «Ландик — лишь предлог, формальный повод наехать на нас». 29 июня 2012 года Соня Кошкина заявила, что не будет возвращаться на Украину, пока «не появится и не будет обнародован официальный отказ в возбуждении уголовного дела по эпизоду с Ландиком» и она не получит других гарантий, и сказала, что не исключает, что попросит политического убежища в одной из европейских стран.
4 июля 2012 года на LB.ua было опубликовано открытое письмо Соне Кошкиной от имени Владимира Ландика, на которое последовал ответ от Сони Кошкиной с извинениями в адрес Ландика. На следующий день Ландик обратился в прокуратуру с просьбой прекратить уголовное преследование журналистов LB.ua по его обращению.
Несмотря на это, 18 июля прокуратура возбудила уголовное дело по факту совершения преступления («нарушение тайны переписки или другой корреспонденции государственного деятеля»). В тот же день издание «Левый берег» закрыло доступ к своему содержимому и обнародовало на главной странице сайта фотографии чиновников, которых посчитало ответственными за возбуждение дела: главы Администрации президента Сергея Лёвочкина, первого заместителя генерального прокурора Рената Кузьмина, первого вице-премьер-министра Валерия Хорошковского и советника президента Андрея Портнова — с подписью: «Спросите у них, где LB.ua». При этом, Лёвочкин и Хорошковский осудили возбуждение дела. Пресс-служба президента Януковича выпустила сообщение о том, что президент выразил своё беспокойство и поручил проверить законность открытия дела. США призвали власти Украины прекратить преследование по этому делу и обеспечить плюрализм и независимость СМИ.

## Награды и отличия
- Наградное оружие — 9-мм пистолет «Форт-9Р» от министра внутренних дел Украины А. Б. Авакова (2017 год)[31].
- В 2019 году, как и в прошлые годы, как «одна из самых известных журналистов в стране» вошла в рейтинг 100 самых влиятельных женщин Украины по версии журнала «Фокус»[32].

## Литературное творчество
- Майдан. Нерассказанная история (2015). Брайт Стар Паблишинг, ISBN 978-966-2665-56-7